# Liste der Kulturgüter in Strengelbach
Die Liste der Kulturgüter in Strengelbach enthält alle Objekte in der Gemeinde Strengelbach im Kanton Aargau, die gemäss der Haager Konvention zum Schutz von Kulturgut bei bewaffneten Konflikten, dem Bundesgesetz vom 20. Juni 2014 über den Schutz der Kulturgüter bei bewaffneten Konflikten sowie der Verordnung vom 29. Oktober 2014 über den Schutz der Kulturgüter bei bewaffneten Konflikten unter Schutz stehen.
Objekte der Kategorie A sind im Gemeindegebiet nicht ausgewiesen, Objekte der Kategorie B sind vollständig in der Liste enthalten, Objekte der Kategorie C fehlen zurzeit (Stand: 1. Januar 2023). Unter übrige Baudenkmäler sind weitere geschützte Objekte zu finden, die in der Bau- und Nutzungsordnung der Gemeinde verzeichnet und nicht bereits in der Liste der Kulturgüter enthalten sind.

## Kulturgüter
| Foto |                                                       | Objekt                     | Kat. | Typ | Standort                             | Beschreibung |
| ---- | ----------------------------------------------------- | -------------------------- | ---- | --- | ------------------------------------ | --- |
| ja   | Datei hochladen · Wikidata zu Haus Nr. 14 (Q29580823) | Haus Nr. 14 KGS-Nr.: 15803 | B    | G   | Brittnauerstrasse 55 637486 / 235908 | Um 1840 erbautes, dreigeschossiges Bauernhaus. Sehr gross dimensioniert, unter mächtigem Satteldach mit markanten Gerschilden. |

## Übrige Baudenkmäler
| ID  | Foto |                 | Objekt               | Typ | Standort                             | Beschreibung |
| --- | ---- | --------------- | -------------------- | --- | ------------------------------------ | ------------ |
| 12  | ja   | Datei hochladen | Haus Nr. 12          | G   | Dörfliweg 1–3 637367 / 235967        |              |
| 13  | ja   | Datei hochladen | Haus Nr. 13          | G   | Brittnauerstrasse 57 637500 / 235859 |              |
| 16  | ja   | Datei hochladen | Haus Nr. 16          | G   | Brittnauerstrasse 54 637444 / 235910 |              |
| 40  | ja   | Datei hochladen | Haus Nr. 40          | G   | Brittnauerstrasse 11 637208 / 236441 |              |
| 43  | ja   | Datei hochladen | Kreuzplatz-Schulhaus | G   | Kreuzplatz 2–2.1 637101 / 236534     |              |
| 105 | ja   | Datei hochladen | Haus Nr. 105         | G   | Weierweg 8 635780 / 238020           |              |
| 124 | ja   | Datei hochladen | Haus Nr. 124         | G   | Sägetstrasse 59 636740 / 237395      |              |
| 160 | ja   | Datei hochladen | Haus Nr. 160         | G   | Wiggerweg 2 637550 / 236861          |              |

Legende: Siehe Legende der Liste der Kulturgüter von nationaler und regionaler Bedeutung. Anstelle der KGS-Nummer wird als Objekt-Identifikator (ID) die Inventar- oder Gebäudenummer in der Bau- und Nutzungsordnung der Gemeinde verwendet.